# (17693) Wangdaheng
(17693) Wangdaheng (1997 CP28) – planetoida z grupy pasa głównego asteroid okrążająca Słońce w ciągu 5,16 lat w średniej odległości 2,99 j.a. Odkryta 15 lutego 1997 roku.